# Station Rosengarten
Station Rosengarten is een spoorwegstation in de Duitse plaats Rosengarten, deel van de stad Lampertheim. Het station werd in 1869 geopend. 